# Rantsila
Rantsila è stato un comune finlandese di 2 024 abitanti, situato nella regione dell'Ostrobotnia Settentrionale. È stato soppresso nel 2009 ed è ora compreso nel nuovo comune di Siikalatva.

## Storia

### Simboli
Lo stemma è stato concesso ufficialmente il 21 agosto 1964.
La stella è simbolo della speranza e rimanda al futuro. La banda si riferisce al passato e alla bonifica delle torbiere e delle zone umide.